# Marc Juni Gracà
Marc Juni Gracà (en llatí Marcus Junius Gracchanus) va ser un escriptor romà. Formava part de la gens Júnia, i va agafar el nom de Gracchanus en honor de la seva amistat amb els Gracs especialment amb Gai Grac. Va escriure una obra, De Potestatibus, que explicava la constitució romana i les magistratures des del temps dels reis. Detallava en quines ocasions s'havies introduït noves magistratures i quins canvis es van fer en els deures dels antics. L'obra anava dedicada a Tit Pomponi, pare de Tit Pomponi Àtic, l'amic de Ciceró.
Gracà és citat per Censorí, Macrobi, Plini i Marc Terenci Varró. El setè llibre del tractat De Potestatibus és citat per Ulpià, i per Joan Laurenci, però aquest últim no cita el tractat original, sinó el fragment d'Ulpià que es troba al Digest, perquè sembla que aquesta obra ja s'havia perdut en la seva època.
Pel que ara es coneix, Gracà era un historiador molt ben assabentat de la compilació de les Lleis de les dotze taules, i treia la seva informació de les fonts més autèntiques, com ara els escrits dels pontífexs i els primers llibres de lleis.